# SMS Irene
O SMS Irene foi o primeiro cruzador protegido operado pela Marinha Imperial Alemã e a primeira embarcação da Classe Irene, seguido pelo SMS Prinzess Wilhelm. Sua construção começou em maio de 1886 nos estaleiros da AG Vulcan em Estetino e foi lançado ao mar em julho de 1887, sendo comissionado na frota alemã em maio do ano seguinte. Era armado com uma bateria principal composta por catorze canhões de 149 milímetros instalados em montagens individuais, tinha um deslocamento carregado de cinco mil toneladas e alcançava uma velocidade máxima de dezoito nós.
O Irene passou seus primeiros anos de serviço na principal frota alemã, porém frequentemente era destacado para escoltar o iate imperial SMY Hohenzollern em cruzeiros para outros países. Foi designado em 1894 para a Divisão da Ásia Oriental, passando os sete anos seguintes se ocupando principalmente de serviço colonial e viagens para portos da região. Em 1900 ajudou a subjugar o Levante dos Boxers na China, enquanto em 1901 voltou para a Alemanha e foi tirado do serviço ativo. Foi usado como alojamento flutuante na Primeira Guerra Mundial e desmontado em 1922.

## Características

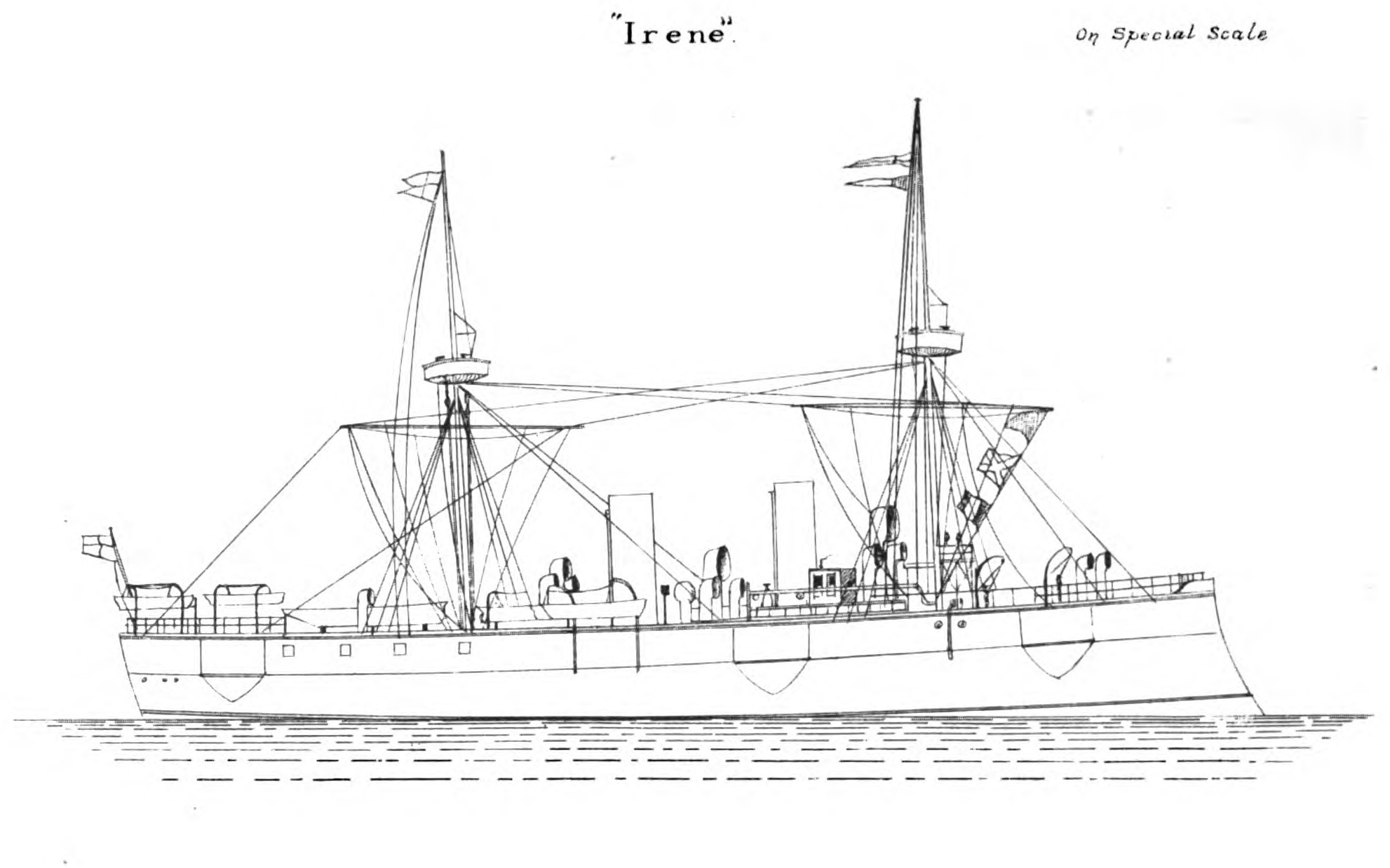
Desenho da Classe Irene

A questão mais importante enfrentada por todas as grandes marinhas do mundo por volta do início da década de 1880 era que tipo de cruzadores deveriam construir para substituir as obsoletas corvetas em serviço desde as décadas de 1860 e 1870. Cruzadores podiam ser otimizados para serviço com a frota de batalha principal ou para serviço no exterior; as maiores marinhas podiam se dar ao luxo de construir navios dedicados para cada tipo, mas não a Marinha Imperial Alemã. Os alemães, para solucionar esse problema, escolheram construir cruzadores protegidos que poderiam desempenhar as duas funções. O primeiro projeto do programa foi a Classe Irene.
O Irene tinha 103,7 metros de comprimento de fora a fora, uma boca de 14,2 metros e um calado de 6,74 metros à vante. Seu deslocamento normal era de 4 271 toneladas, enquanto o deslocamento carregado chegava a 5 027 toneladas. Seu sistema de propulsão consistia em dois motores Wolfsche de dupla expansão com dois cilindros, cada um girando uma hélice. O vapor para os motores vinha de quatro caldeiras de tubos de fogo a carvão cuja exaustão era canalizada para duas chaminés à meia-nau. A potência indicada era de oito mil cavalos-vapor (5 880 quilowatts) para uma velocidade máxima de dezoito nós (33 quilômetros por hora). Sua autonomia era de 2 490 milhas náuticas (4 610 quilômetros) a nove nós (dezessete quilômetros por hora). A tripulação era formada por 28 oficiais e 337 marinheiros.
O armamento principal era de quatro canhões calibre 30 de 149 milímetros em montagens pedestais em plataformas nas laterais. Também tinha dez canhões mais curtos calibre de 22 de 149 milímetros. O armamento era finalizado por seis canhões revólver de 37 milímetros para defesa contra barcos torpedeiros, mais três tubos de torpedo de 350 milímetros, dois no convés e um submerso na proa. A blindagem era de um convés curvado de cinquenta milímetros de espessura na parte reta e 75 milímetros nas extremidades, onde inclinava-se para baixo até a lateral do casco. A torre de comando tinha laterais de cinquenta milímetros.

### Modificações
O navio foi modernizado em 1893. Os quatro canhões calibre 30 de 149 milímetros foram substituídos por novos modelos calibre 35 que tinham um alcance maior. Uma bateria secundária de oito canhões calibre 35 de 105 milímetros foi instalada no lugar das armas calibre 22 de 149 milímetros, enquanto seis armas de calibre 40 de 50 milímetros também foram adicionadas. Alguns equipamentos foram removidos em um esforço para reduzir o sobrepeso, incluindo redes antitorpedo, um caldeira auxiliar que era usada para o guindaste dos botes e outros equipamentos diversificados. Outras mudanças incluíram a redução da altura da amurada e alteração das correntes das âncoras.

## Carreira

### Início de serviço
O Irene foi o primeiro cruzador protegido da Marinha Imperial. Foi encomendado sob o nome de contrato Ersatz Elizabeth e seu batimento de quilha ocorreu em maio de 1886 nos estaleiros da AG Vulcan em Estetino. Foi decidido pouco depois do início da construção que o navio seria nomeado em homenagem à princesa Irene de Hesse e Reno, a esposa do príncipe Henrique da Prússia. Foi lançado ao mar em 23 de julho de 1887, sendo rebocado em 31 de janeiro de 1888 para Kiel para equipagem e receber seus armamentos. O Irene foi comissionado para começar seus testes marítimos em 25 de maio, mas eles foram interrompidos no verão quando o cruzador foi enviado com uma esquadra para o Reino Unido para marcar a ascensão do imperador Guilherme II. Foi designado para a I Divisão da frota, que também tinha os ironclads SMS Sachsen, SMS Baden e SMS Oldenburg. Henrique estava no comando da divisão e fez do Irene sua capitânia. A frota realizou manobras de treinamento no Mar do Norte sob o comando do contra-almirante Friedrich von Hollmann. O cruzador terminou seus testes marítimos em 28 de novembro, sendo então descomissionado para que melhoramentos fossem feitos.
Foi recomissionado em 1º de abril de 1899 e designado em maio para a Esquadra de Manobras, com a formação visitando o Reino Unido em agosto. Iniciou em 10 de setembro outro cruzeiro para o exterior, desta vez para o Mar Mediterrâneo, onde se encontrou com a Esquadra de Treinamento, que estava escoltando o iate imperial SMY Hohenzollern. As embarcações visitaram a Grécia para representarem a Alemanha nas cerimônias de casamento da princesa Sofia da Prússia, irmã de Guilherme, com Constantino, Príncipe Herdeiro da Grécia, em 28 de outubro. Os navios em seguida foram para Constantinopla, no Império Otomano, onde Guilherme e Henrique visitaram o sultão Abdulamide II. O Irene então navegou para Veneza, na Itália, onde deixou o resto da esquadra e passou a viajar sozinho em 14 de novembro. Sua próxima parada foi Corfu, na Grécia, depois seguiu para o Egito e a Síria. Depois disso o cruzador se juntou à Esquadra de Treinamento, retornando para a Alemanha apenas em abril de 1890. Ao retornou seu casco foi pintado de branco, diferentemente do preto normalmente usado em navios de guerra alemães da época, e passou boa parte do resto do ano escoltando o Hohenzollern.

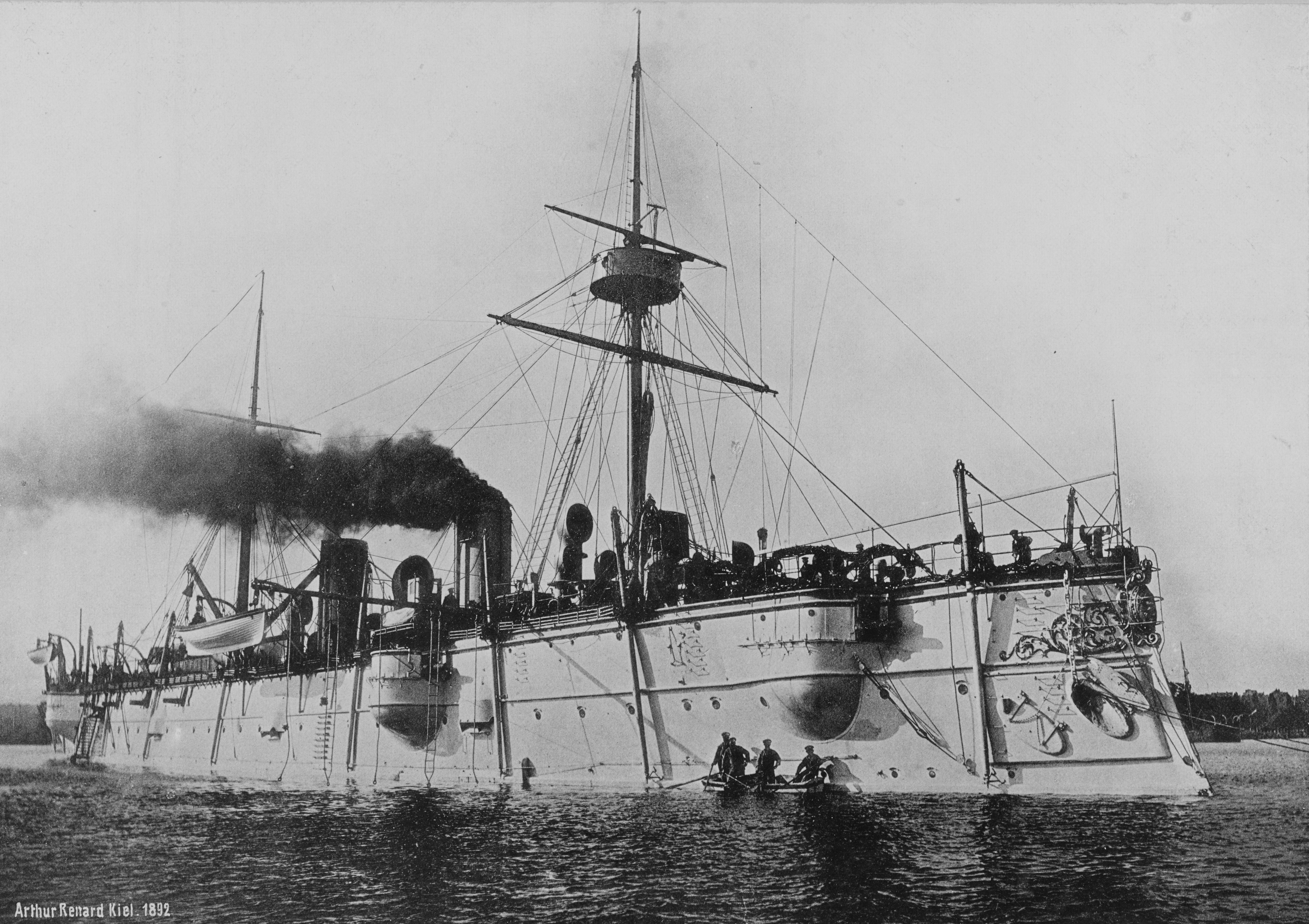
O Irene c. 1892

O Irene passou boa parte de 1890 na Esquadra de Treinamento, que nesta altura renomeada como a II Divisão da Frota de Manobras. Nnão participou dos exercícios de treinamento daquele verão e em vez disso continuou escoltando o Hohenzollern. Os dois foram no final de junho para Helsingør, na Dinamarca, onde Guilherme se encontrou com o rei Cristiano IX. As embarcações então navegaram para Cristiania, na Noruega, para visitarem o rei Óscar II. O Irene escoltou Guilherme para Bremen e em seguida o imperador visitou a Bélgica entre 2 e 3 de agosto para se encontrar com o rei Leopoldo II. Eles então navegaram para o Reino Unido para Regata de Cowes; esta foi a primeira vez que Guilherme compareceu ao evento. Em seguida visitaram a Heligolândia para a transferência cerimonial de sua soberania do Reino Unido para a Alemanha, com toda a frota se juntando para a ocasião. O Irene foi com o Hohenzollern para São Petersburgo, na Rússia, entre 14 e 27 de agosto para uma visita ao imperador Alexandre III. Ao retornar o cruzador foi colocado na II Divisão para as manobras anuais, em seguida navegou para Wilhelmshaven em 18 de setembro e foi descomissionado. Permaneceu fora de serviço pelos quatro anos seguintes, em parte para receber novos armamentos, mas também porque a Marinha Imperial sofria na época de uma crônica escassez de tripulantes e estava com dificuldades de reunir uma tripulação para recomissionar o navio.

### Sudeste Asiático

#### Primeiros anos
O início da Primeira Guerra Sino-Japonesa em junho de 1894 fez com que as potências europeias fortalecessem suas forças no Sudeste Asiático. A Alemanha ainda dependia das antigas corvetas para deveres além-mar, com o Irene e seu irmão SMS Prinzess Wilhelm sendo os únicos cruzadores modernos da frota. O Irene foi recomissionado em 1º de novembro para servir na recém criada Divisão de Cruzadores da Ásia Oriental, com capitão de corveta Erich von Dresky assumindo o comando do navio. O cruzador partiu em 17 de novembro, mas no caminho foi desviado para o Marrocos. Parou em Casablanca com o objetivo de protestar sobre a morte de um empresário alemão na cidade. Seguiu então para o Sudeste Asiático para se juntar às outras embarcações alemãs na área, chegando em Chefoo, na China, em 14 de fevereiro de 1895 e se tornou a capitânia do contra-almirante Paul Hoffmann. A esquadra na época também tinha as corvetas SMS Arcona, SMS Marie e SMS Alexandrine, mais as canhoneiras SMS Wolf e SMS Iltis.
O Irene zarpou para Hong Kong, parando no caminho em Formosa no dia 20 de abril. Enquanto estava no local enviou uma equipe de desembarque em resposta a um pequeno confronto entre o Iltis e uma fortaleza costeira chinesa. O Marie e o Wolf deixaram a divisão no final de junho e o Prinzess Wilhelm, seu substituto, chegou pouco depois. Nesta altura forças do Japão tinham completado sua conquista de Formosa e permitiram que o Irene fosse para Taipé a fim de reunir sua equipe de desembarque. O ironclad reconstruído SMS Kaiser chegou no Sudeste Asiático em julho e no dia 10 substituiu o Irene como capitânia da formação. Algumas meses depois o cruzador desprotegido SMS Cormoran reforçou a divisão, que ainda tinha o Arcona e Iltis. O Irene viajou pelo Japão, parando em Hakodate. O resto do ano transcorreu sem grandes incidentes.
O cruzador permaneceu em Chefoo do final de maio até meados de agosto, com o contra-almirante Alfred von Tirpitz substituindo Hoffman no comando da divisão durante essa época. O navio iniciou uma viagem por portos da região após deixar Chefoo, parando em lugares como Vladivostok, na Rússia. Depois disso voltou para Hong Kong a fim de passar por um longo período de manutenção. Tirpitz subiu a bordo no final de 1896 para visitar as Filipinas. Nesta altura a Revolução Filipina tinha estourado contra o domínio colonial da Espanha e as grandes potências ficaram interessadas sobre os desenvolvimentos dos acontecimentos no local. Tirpitz determinou que as disputas não ameaçavam os interesses alemães na colônia e assim voltou para Hong Kong com o Irene em janeiro de 1897. O navio se juntou ao resto da divisão, que ficou navegando junta até março. A formação estava visitando o Japão neste mês quando Tirpitz recebeu ordens de voltar para casa a fim de se tornar o novo Secretário de Estado do Escritório Imperial Naval.

#### Kiaochau e Filipinas

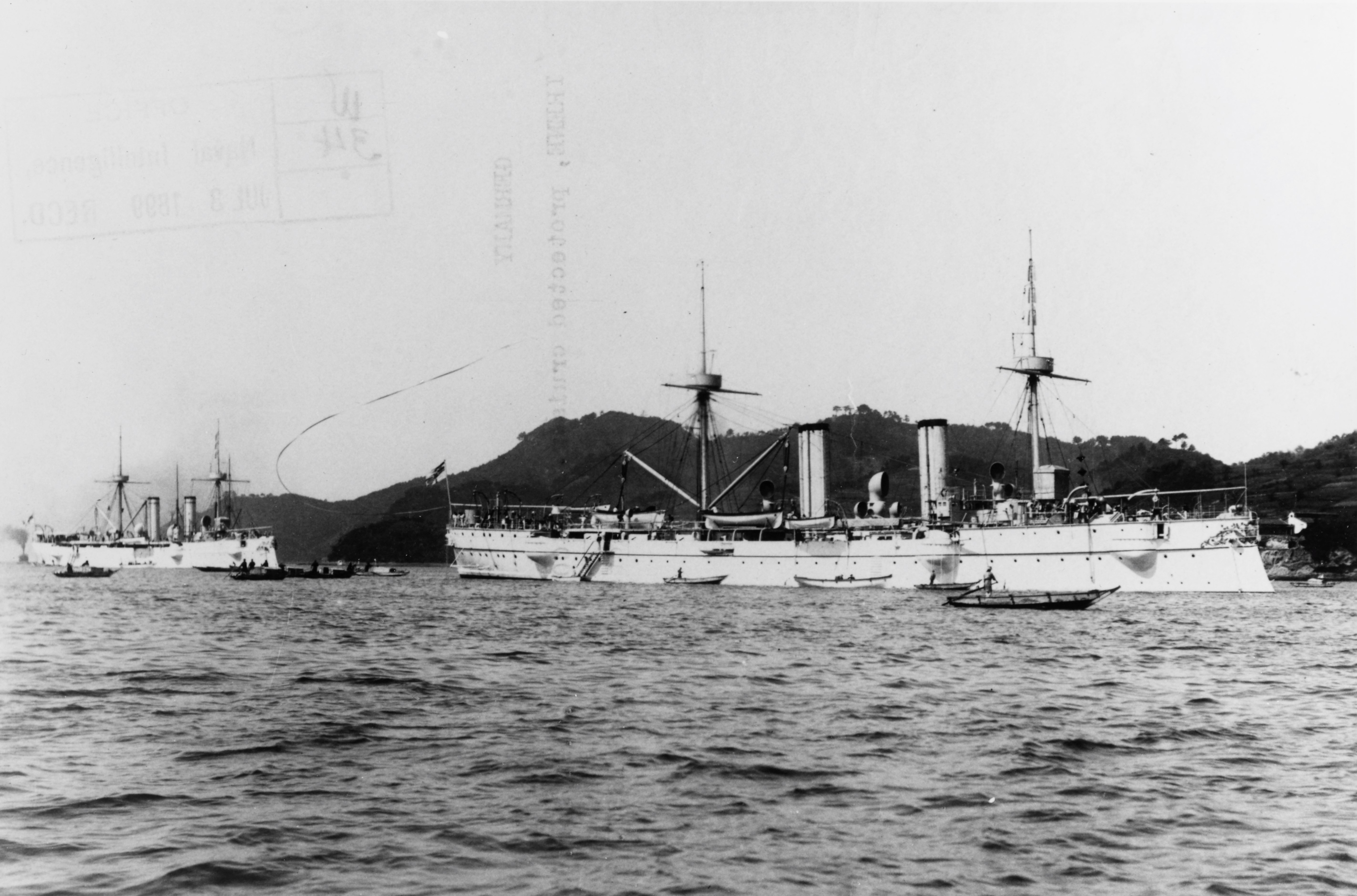
O Prinzess Wilhelm (esquerda) e o Irene (direita) c. 1895–1899

O vice-almirante Otto von Diederichs assumiu a divisão em junho e levou os navios em uma viagem pelo norte do Japão. Ele embarcou no Irene em Hakotade para atravessar o Mar do Japão até Vladivostok. Diederichs passou o resto do ano fazendo reconhecimento na região para uma base naval adequada. O cruzador foi para Hong Kong no final de outubro a fim de passar por manutenção nos seus motores, com os trabalhos terminando em 30 de novembro. Retornou para a frota em 3 de dezembro. Diederichs, enquanto isso, tinha finalizado a aquisição do Território Arrendado da Baía de Kiaochau. A divisão recebeu reforços e foi promovida à Esquadra da Ásia Oriental. O Irene foi designado para a I Divisão da esquadra, juntando-se ao resto da unidade pouco depois. O navio foi enviado em abril de 1898 para sua manutenção periódica, que ocorreu Nagasaki no Japão ou em Xangai na China, dependendo da fonte. De qualquer forma, o Irene rapidamente convocado de volta por conta do início da Guerra Hispano-Americana nas Filipinas.
O navio foi para Manila logo depois da Batalha de Cavite, chegando em 6 de maio. O Irene recebeu até 27 de junho a companhia de várias outras embarcações alemãs. Ele estava neste dia entrando na Baía de Manila quando foi parado pelo cúter estadunidense USRC McCulloch. Diederichs em 5 de julho enviou o cruzador para inspecionar a Baía de Subic e evacuar quaisquer cidadãos alemães na área ameaçados por insurgentes filipinos. O Irene, enquanto estava próximo da Ilha Grande, encontrou o navio rebelde Companie de Filipinas, que estava ameaçando a guarnição espanhola no local. O comandante rebelde subiu a bordo do navio alemão para informar, mas o capitão de fragata August Obenheimer, o oficial comandante do Irene, o informou que quaisquer atos de guerra cometidos sob uma bandeira rebelde era considerado pirataria pela lei internacional. Os rebeldes concordaram em voltar para o porto. Obenheimer então inspecionou tanto a guarnição espanhola na ilha quanto a vizinha base rebelde em Olongapo. O Irene não encontrou cidadãos alemães na área e assim em 7 de julho evacuou não combatentes de Ilha Grande; o navio encontrou os cruzador protegido USS Raleigh e canhoneira USS Concord enquanto deixava a Baía de Subic, mas não teve problemas com os estadunidenses.
A imprensa estadunidense exagerou o encontro do Irene com o Raleigh e Concord, assim Diederichs decidiu enviar o cruzador embora com o objetivo de aliviar as tensões entre os dois países. O navio desembarcou os não combatentes em Manila e então deixou as Filipinas. Ele substituiu o Arcona em Tsingtao, na concessão de Kiaochau, com este por sua vez indo para as Ilhas Carolinas e Marianas a fim de observar a captura estadunidense de Guam. O Irene reabasteceu em Mariveles e partiu para Tsingtao em 9 de julho, realizando treinamentos com sua tripulação ao chegar. Em outubro foi para Nagasaki passar pela manutenção que tinha sido interrompida mais cedo no ano. Voltou para Manila em novembro, mas permaneceu apenas brevemente antes de ser substituído pelo cruzador protegido SMS Kaiserin Augusta. O Irene foi para o litoral chinês em meados de fevereiro de 1899, enquanto em junho fez um cruzeiro sem incidentes pela Rússia e Coreia. Foi visitar Nagasaki em 24 de outubro, onde novamente passou por manutenção.

#### Fim de serviço

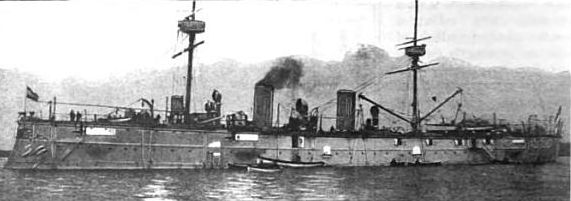
O Irene c. 1900

Os trabalhos de manutenção terminaram em 1º de janeiro de 1900. Nesta altura a esquadra era formada pelos cruzadores protegidos Kaiserin Augusta, SMS Hertha e SMS Hansa, mais o cruzador desprotegido SMS Gefion. Os cinco se encontraram em Tsingtao em 23 de abril para treinamentos que duraram até o início de maio. Eles então se dispersaram em cruzeiros pela região, mas retornaram para Tsingtao no final do mês. Os alemães nessa época tinham sido informados sobre o início do Levante dos Boxers na China. Os europeus inicialmente não ficaram preocupados com a agitação, mas a situação piorou e assim o vice-almirante britânico sir Edward Seymour, o vice-almirante há mais tempo no posto na área, entrou em contato com os outros comandantes navais europeus e pediu por uma reunião para discutirem medidas a serem tomadas. O vice-almirante Felix von Bendemann, que tinha substituído Diederichs em fevereiro, ordenou que toda sua esquadra se encontrasse com os britânicos perto de Taku, exceto o Irene, que foi deixado de guarda em Tsingtao por ser o navio alemão mais velho da esquadra. A embarcação mesmo assim contribuiu com uma equipe de desembarque para a Expedição Seymour, que tinha o objetivo de acabar com o Cerco das Legações Internacionais em Pequim. A expedição foi derrotada no caminho para a cidade e forçada a retornaram para Tientsin, com doze tripulantes do Irene sendo mortos na operação.
O navio transportou no final de junho duas companhias do III Batalhão Naval de Tsingtao para substituir as equipes de desembarque em Tientsin. Depois disso retornou para Tsingtao, onde permaneceu pelo restante do ano, exceto por um cruzeiro em outubro pelo rio Yangtzé. Passou o restante do seu tempo no Sudeste Asiático realizando cruzeiros por portos do Mar Amarelo. O Levante dos Boxers foi finalmente derrotado pelas potências europeias no final de junho de 1901 e o Irene zarpou para a Alemanha no dia 27 junto do Gefion. Os dois chegaram em Wilhelmshaven em 22 de setembro e o Irene prosseguiu para Danzig, onde foi descomissionado em 1º de outubro. Segundo os historiadores Hans Hildebrand, Albert Röhr, Hans-Otto Steinmetz e Erich Gröner, o navio foi modernizado no Estaleiro Imperial de Wilhelmshaven entre 1903 e 1905. Entretanto, o historiador Dirk Nottelmann afirmou que uma modernização foi realizada apenas no Prinzess Wilhelm, não no Irene. A embarcação a partir de dezembro de 1913 passou a ser usada como alojamento flutuante para tripulações de submarinos em Kiel e foi removida do registro naval em 17 de fevereiro de 1914. Foi transferido para Wilhelmshaven em 1916 e ficou exercendo a mesma função até novembro de 1918. Foi vendido para desmontagem em 26 de novembro de 1921 e desmontado em Wilhelmshaven.